# 桜もさよならも日本語
『桜もさよならも日本語』（さくらもさよならもにほんご）は、1986年に刊行された丸谷才一の評論、随筆。1974年に刊行された『日本語のために』の続編である。

## 概要
1986年1月25日、新潮社より刊行された。装丁は和田誠。1989年7月25日、新潮文庫として文庫化された。
2011年3月1日、『完本 日本語のために』が新潮文庫として出版される。『完本』は、オリジナルの『日本語のために』と本書とを併せ、一部を除いて再編集したものである。湯川豊による聞き書き「日本人はなぜ日本語論が好きなのか」が新たに収録されている。

## 内容
国語教科書を読む
『朝日新聞』1983年5月16日～5月31日、6月21日に掲載された。「分かち書きはやめよう」「漢字配当表は廃止しよう」「完全な五十音図を教へよう」「読書感想文は書かせるな」「ローマ字よりも漢字を」「漢語は使ひ過ぎないやうに」「名文を読ませよう」「子供に詩を作らせるな」「古典を読ませよう」「話し上手、聞き上手を育てよう」「正しい語感を育てよう」の全11回。
言葉と文字と精神と
『国語改革を批判する』（中央公論社〈日本語の世界 16〉、1983年5月）に収録された。
詳細は「国語改革を批判する#言葉と文字と精神と」を参照
日本語へらず口
「させていただく」（『新潮45+』1985年1月号）、「字音語考」（『新潮45+』1985年2月号）、「郵便語と鉄道語」（『新潮45+』1985年3月号）、「巨人の腹」（『文學界』1985年7月号）の4編のエッセイ。これら4編は『完本 日本語のために』には収録されなかった。
慶応大学法学部は試験をやり直せ
『週刊朝日』1976年4月16日号に掲載された。
小林秀雄の文章は出題するな
『週刊朝日』1980年5月16日号に掲載された。